# Colom de les Bonin
El colom de les Bonin (Columba versicolor) és un ocell extint de la família dels colúmbids (Columbidae) que habitava els boscos de les illes Nakōdo-jima i Chichijima, a les illes Bonin, al sud del Japó. És conegut per quatre espècimens col·lectats entre 1827 i 1889. Es va extingir a la fi del segle xix com a resultat de la desforestació, la caça i la depredació per rates i gats introduïts.